# Woogbach (Lauter)
Der Woogbach ist ein etwa zweieinhalb Kilometer langer Wasserlauf im südpfälzischen Wasgau (Rheinland-Pfalz) und ein rechter Zufluss der Lauter, die hier, an ihrem Oberlauf, noch Wieslauter genannt wird.

## Geographie

### Verlauf
Der Woogbach entspringt  im Wasgau westlich von Bobenthal in einem Waldgelände auf einer Höhe von 232,4 m ü. NHN. Er fließt zunächst in Richtung Südosten. Knapp zweihundert Meter später vereinigt er sich mit einem zweiten Quellast, welcher ihm auf seiner rechten Seite zufließt. Der Woogbach fließt nun am Westhang des Mittelberges (316 m ü. NN) entlang. Östlich von Bärenbühl bildet er einen kleinen Woog, in den noch ein weiteres  Waldbächchen einmündet. Gut einen Kilometer bachabwärts, nordwestlich von Gewann Im Sang, durchfließt der er einen etwas größeren zweiten Woog. Der Bach läuft nunmehr ostwärts am Südhang des Mittelberges durch die Woogwiesen. Er erreicht jetzt den Westrand von Bobenthal, umfließt noch den Mühlkopf und mündet schließlich unterirdisch verrohrt auf einer Höhe von 179 m ü. NHN von rechts in die Wieslauter.

### Einzugsgebiet
Das 4,991 km² große Einzugsgebiet des Woogbachs liegt im Wasgau und wir durch ihn über die Lauter und den Rhein zur Nordsee entwässert.

## Tourismus
Entlang des Woogbachs verläuft ein von Zweibrücken bis zum Rhein führender Wanderweg, der mit einem grünen Balken markiert ist.